# Capel Curig
Koordinaten: 53° 6′ N, 3° 55′ W

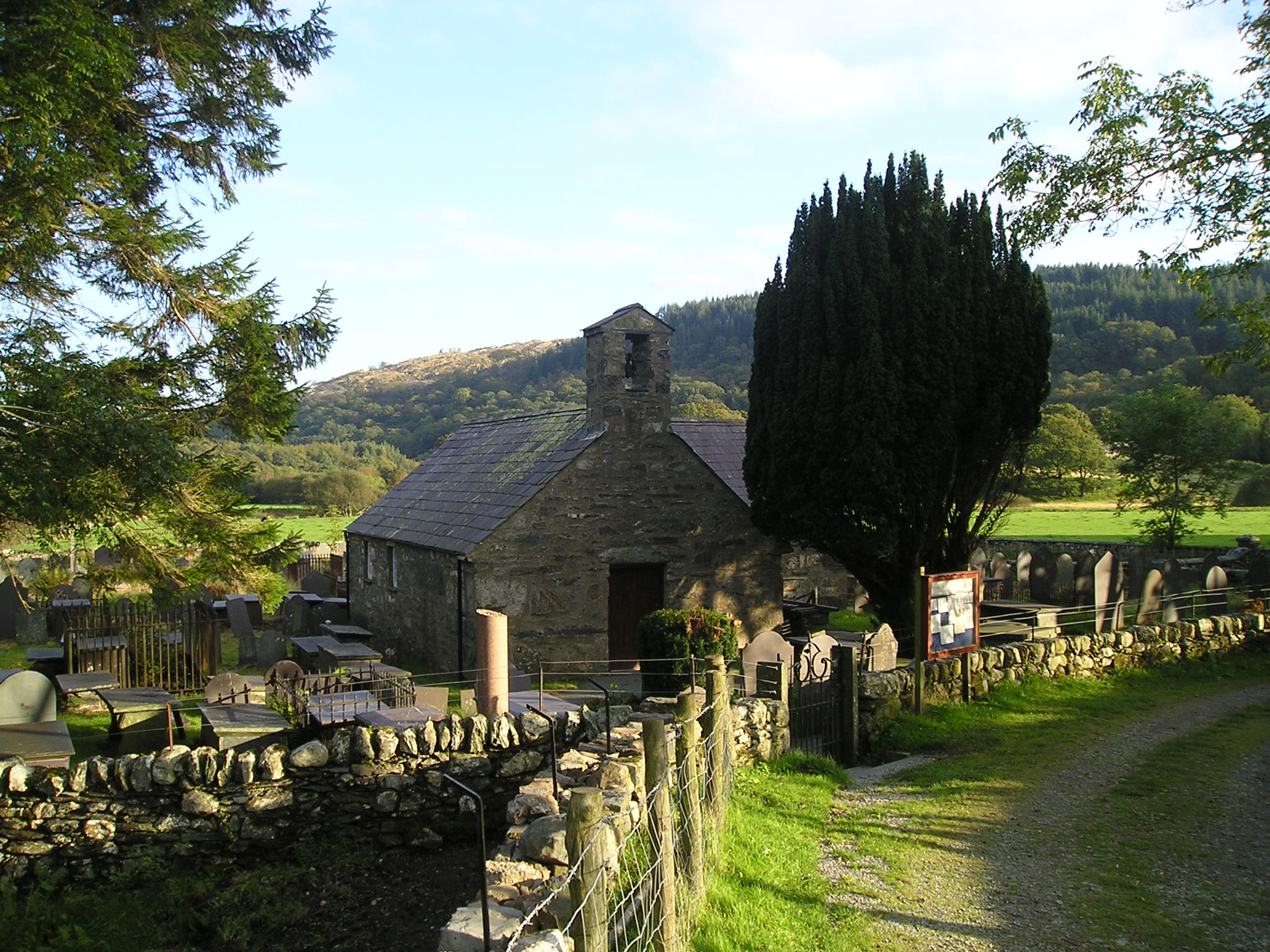
St.-Julittas-Kapelle

Capel Curig (ˈkɑːpɛl ˈkɨːrɪɡ; „Kapelle des Curig“) ist ein Dorf und eine Community in Conwy, Wales. Es liegt im Herzen von Snowdonia, am Fluss Llugwy. Es hat etwa 230 Einwohner.

## Geographie
Capel Curig liegt an der Kreuzung der A5 road (von Bangor und Bethesda nach Betws-y-Coed) mit der A4086 road von Caernarfon, Llanberis, Pen-y-Pass und Pen-y-Gwryd. Die Landschaft wird bestimmt durch das malerische Ogwen-Tal und die Llynnau-Mymbyr-Seen. Einige der umliegenden Berge steigen auf ca. 900 m an, so zum Beispiel der Moel Siabod (872 m) südlich des Dorfes, dessen Gipfel eine langgezogene Kante darstellt.
Capel Curig wird als nassester Ort der Britischen Inseln angesehen, auch wenn die Wetterstation in Dyffryn Mymbyr,  einige Meilen in Richtung des Crib Goch (Snowdon) liegt.

## Name
Capel Curig erhielt seinen Namen von der kleinen Kapelle St. Julitta, die auf dem alten Friedhof des Ortes steht, direkt an der Brücke in Richtung Llanberis. Diese Kapelle wurde durch ein Missverständnis vor mehr als hundert Jahren als St. Julitta’s Church bezeichnet. Inzwischen gibt es sogar einen Förderverein „Friends of Saint Julitta“. Laut der Tradition ist diese Kapelle eine Gründung von St. Curig, einem keltischen Bischof. In späteren Jahrhunderten, wahrscheinlich im Zuge des Kirchenbaus, wurde dieser Name latinisert als Cyricus. Der Heilige Cyricus ist jedoch wiederum ein Kindermärtyrer aus dem 4. Jahrhundert, der oft mit seiner Mutter Julitta zusammen verehrt wurde.

## Evan Roberts
Capel Curig war auch die Heimat des Botanikers Evan Roberts. Roberts lebte bei Gelli, von wo aus er ganz Snowdonia beging und dabei ein einzigartiges Wissen über die Pflanzengesellschaften in Nord-Wales erwarb.  Ursprünglich Steinbrucharbeiter, wurde er unverzichtbar für die akademischen Kollegen. 1956 wurde ihm der Ehrentitel eines M.Sc. der University of Wales, verliehen. Am selben Anlass wurde auch der Architekt Frank Lloyd Wright geehrt. Sein Porträt wurde von Kyffin Williams gemalt.

## Archäologie
Etwa einen Kilometer von der Brücke Pont Cyfyng entfernt, auf der Farm von Bryn Gefeiliau befinden sich die Überreste eines römischen Kastells aus der Zeit von 90–100 n. C. Diese Stelle wurde durch die Archäologen Caer Llugwy benannt. (⊙, OS Grid Reference SH746572). Ausgrabungen durch J. P. Hall und Captain G. H. Hodgson in den 1920ern brachten ein Kastell mit einer Ausdehnung von ca. 1,6 ha zu Tage. Auf dem Gelände wurden Steingebäude entdeckt, das rechteckige Areal ist mit einem Wall umgeben und liegt in der Ebene nahe dem Fluss Llugwy. Aufgrund der ab 1923 gefundenen Keramiken und Artefakte schließt man, dass das Lager nur etwa 20–30 Jahre lang genutzt wurde.

## Tourismus
Das Dorf ist ein beliebter Ausgangspunkt für Wanderungen, Kletter-, Berg- und Mountainbike-Touren, sowie andere Outdoor-Aktivitäten. Es wird von „Sherpa“-Bussen angefahren. Darüber hinaus verfügt es über ein youth hostel, ein Trainingslager der British Army, einen Campingplatz, Cafés, Hotels (darunter ein Welsh Longhouse) und Outdoor-Zubehör-Läden.
Wolverhampton hat seit 1961 das The Towers – outdoors activity centre am Rande von Capel Curig unterhalten. Das Zentrum ermöglicht Laufen, Wandern, Klettern und verschiedene Wassersportarten.
Das UK National Mountain Centre bei Plas y Brenin gehört zum Ort genauso wie das Tŷ Hyll, ehemaliger Sitz der Snowdonia Society an der A5, östlich der Siedlung.

## Sonstiges
Capel Curig wird in einem Lied der Band Half Man Half Biscuit erwähnt. Darüber hinaus bildet es den Hintergrund für den Höhepunkt des Thrillers The Hidden Face von Victor Canning aus dem Jahre 1956.
Alwyn Rice Jones (1934–2007), Erzbischof von Wales, wurde in Capel Curig geboren.